# Caesia contorta
Caesia contorta är en grästrädsväxtart som först beskrevs av Carl von Linné d.y., och fick sitt nu gällande namn av Théophile Alexis Durand och Schinz. Caesia contorta ingår i släktet Caesia och familjen grästrädsväxter. Inga underarter finns listade i Catalogue of Life.